# John Bunny
John Bunny (ur. 21 września 1863 w Nowym Jorku, zm. 26 kwietnia 1915 w Brooklynie) – amerykański aktor.
8 lutego 1960 otrzymał własną gwiazdę w Alei Gwiazd w Los Angeles znajdującą się przy 1715 Vine Street.
W 1900 trafił na Broadway w roli Grosvenora Montmorenciego w musicalu Ciocia Hanna.

## Filmografia
- 1910: Davy Jones and Captain Bragg jako Kapitan Bragg
- 1911: Opowieść o dwóch miastach
- 1911: The Gossip jako Pan Bunny
- 1912: A Cure for Pokeritis jako George Brown
- 1914: A Train of Incidents
- 1914: Bunny Buys a Harem jako Pan Bunny
- 1915: The Jarrs Visit Arcadia